# 박미현 (필드하키 선수)
박미현(朴美現, 1986년 1월 26일 ~ )은 대한민국의 필드하키 선수이며 인천시 체육회 소속이다.

## 학력
- 인제대학교 졸업

## 경력
- 2004년 하계 올림픽 여자 하키 국가대표
- 2006년 아시안 게임 여자 하키 국가대표
- 2008년 하계 올림픽 여자 하키 국가대표
- 2010년 아시안 게임 여자 하키 국가대표
- 2012년 하계 올림픽 여자 하키 국가대표
- 2014년 아시안 게임 여자 하키 국가대표

## 수상
- 2006년 국제 하키 연맹(FIH) 선정 영플레이어상[2]
- 2007년 국제 하키 연맹 선정 '2007 세계 여자 올스타 명단'에 포함
- 2010년 아시안 게임 여자 하키 은메달
- 2014년 아시안 게임 여자 하키 금메달